# Marcetella
Marcetella és un gènere de plantes que conté dues espècies dins la família rosàcia.

## Taxonomia
- Marcetella maderensis
- Marcetella moquiniana